# ویلینگن (راینلاند-فالتس)
ویلینگن (به آلمانی: Willingen) یک شهر در آلمان است که در وستروالدکرایس واقع شده‌است. ویلینگن ۲۷۴ نفر جمعیت دارد.